# El Higo (Messico)
El Higo è una municipalità dello stato di Veracruz, nel Messico centrale, il cui capoluogo è la località omonima.
Conta 19.128 abitanti (2010) e ha una estensione di 391,73 km². 	 	
Nell'anno 1898 i nativi di questo luogo effettuano il disboscamento attorno alle fattorie; lungo le rive del fiume Moctezuma trovarono un albero di notevole diametro con il nome di Higuerón, motivo per cui il luogo venne denominato fattoria di El Higo.